# Radical 194
Le radical 194, qui signifie le fantôme ou le démon, est un des 8 des 214 radicaux chinois répertoriés dans le dictionnaire de Kangxi composés de dix traits.
Le caractère Unicode de 鬼 est 9B3C.

## Caractères avec le radical 194
| nombre de traits          | caractères        |
| ------------------------- | ----------------- |
| Sans trait supplémentaire | 鬼                |
| 3 traits supplémentaires  | 鬽                |
| 4 traits supplémentaires  | 鬾 鬿 魀 魁 魂    |
| 5 traits supplémentaires  | 魃 魄 魅 魆       |
| 6 traits supplémentaires  | 魇                |
| 7 traits supplémentaires  | 魈 魉             |
| 8 traits supplémentaires  | 魊 魋 魌 魍 魎 魏 |
| 10 traits supplémentaires | 魐                |
| 11 traits supplémentaires |                   |